# Mai 2020
Portal Geschichte | Portal Biografien | Aktuelle Ereignisse | Jahreskalender | Tagesartikel

◄ |
20. Jahrhundert |
21. Jahrhundert

◄ |
1990er |
2000er |
2010er |
2020er
| 2030er | 2040er

◄ |
2016 |
2017 |
2018 |
2019 |
2020
| 2021 | 2022 | 2023 | 2024 | ►

◄ |
Februar 2020 |
März 2020 |
April 2020 |
Mai 2020 |
Juni 2020 |
Juli 2020 |
August 2020 |
►
Dieser Artikel behandelt tagesbezogene Nachrichten und Ereignisse im Mai 2020.

## Tagesgeschehen

### Freitag, 1. Mai 2020
- Ottawa/Kanada: Die kanadische Regierung verbietet landesweit den Besitz von diversen Selbstladebüchsen durch Privatpersonen.[1]

### Dienstag, 5. Mai 2020
- Wenchang/China: Vom Kosmodrom Wenchang startet erfolgreich die erste Rakete des Typs Langer Marsch 5B. Sie bringt einen Prototyp des bemannten Raumschiffs der neuen Generation für einen unbemannten Testflug ins All.[2]

### Mittwoch, 6. Mai 2020
- Karlsruhe/Deutschland: Mit Ablauf des Tages endet die Amtszeit von Andreas Voßkuhle als Präsident des Bundesverfassungsgerichts.
- Zagreb/Kroatien: Als Höhepunkt der kroatischen EU-Ratspräsidentschaft findet im Vorfeld der für Juli geplanten 7. Westbalkan-Konferenz ein Westbalkan-Gipfeltreffen statt. Auf dem wegen der COVID-19-Pandemie in Form einer Videokonferenz abgehaltenen Treffen erneuern und verstärken die Staats- und Regierungschefs der EU angesichts von Angeboten aus China, Russland und der Türkei die „europäische Perspektive“ für die sechs Staaten Albanien, Montenegro, Nordmazedonien, Serbien, Bosnien und Herzegowina und Kosovo.[3][4]

### Donnerstag, 7. Mai 2020
- Bagdad/Irak: Mustafa Al-Kadhimi wird als neuer Premierminister des Landes vereidigt.

### Samstag, 9. Mai 2020
Tod von Little Richard.

### Freitag, 15. Mai 2020
- Deutschland: Der Bundesvorstand der AfD hat den Brandenburger Landes- und Fraktionschef Andreas Kalbitz aus der Partei ausgeschlossen.[5]
- Österreich: Die Staatssekretärin für Kunst und Kultur Ulrike Lunacek (Die Grünen) gibt ihren Rücktritt bekannt.[6]

### Samstag, 16. Mai 2020
- u. a. Dortmund/Deutschland: Nach über zwei Monaten Unterbrechung will die Fußball-Bundesliga mit sechs Begegnungen des 26. Spieltags der Saison 2019/20 ihren Spielbetrieb unter Ausschluss von Zuschauern fortsetzen. Damit würde die längste unplanmäßige Spielpause in der Geschichte der Liga beendet. Die Bundesliga wird somit mutmaßlich die erste Sport-Liga weltweit sein, die den Spielbetrieb nach Unterbrechung aufgrund der COVID-19-Pandemie wieder fortsetzt.[7] Einige wenige Ligen, wie die belarussische und jene in Nicaragua hatten den Spielbetrieb nicht unterbrochen.
- Asnières-sur-Seine/Frankreich: Mehr als ein Vierteljahrhundert nach dem Völkermord in Ruanda ist mit dem Geschäftsmann Félicien Kabuga einer der mutmaßlichen Hauptverantwortlichen gefasst worden.[8]

### Mittwoch, 20. Mai 2020
- Gitega/Burundi: Präsidentschafts- und Parlamentswahl
- Maseru/Lesotho: Moeketsi Majoro wird als neuer Premierminister des Landes vereidigt.

### Donnerstag, 21. Mai 2020
- Budapest/Ungarn: Nach einem Urteil des Europäischen Gerichtshofs hat Ungarn zwei Transitlager für Migranten geräumt.
- Michigan/Vereinigte Staaten: Nach heftigen Regenfällen wurden weite Teile des US-Bundesstaates Michigan überschwemmt, nachdem zwei Dämme gebrochen waren.[9]
- Washington, D.C./Vereinigte Staaten: Die US-amerikanische Regierung unter Donald Trump kündigt an, den Vertrag über den Offenen Himmel innerhalb von sechs Monaten aufzukündigen, da nach US-amerikanischer Sicht die russische Regierung mehrfach gegen dieses Abkommen verstoßen habe.[10]

### Freitag, 22. Mai 2020
- Indien: Zyklon Amphan
- Pakistan: Beim Absturz von Pakistan-International-Airlines-Flug 8303 stürzt ein Airbus A320 in ein Wohngebiet, 97 von 99 Insassen des Flugzeuges sterben.[11][12]

### Samstag, 23. Mai 2020
- Wien/Österreich: Nach der Absage der Gala in der Wiener Hofburg aufgrund der COVID-19-Pandemie wird die Verleihung des Fernseh- und Filmpreises Romy von Andi Knoll auf ORF 2 präsentiert, die goldenen Romy-Statuetten wurden den Preisträgern der Publikumspreise bereits im Vorfeld der Sendung überreicht.[13] Die Platin-Romy für das Lebenswerk geht an Cornelia Froboess und Peter Kraus sowie Elfie Donnelly und Rudolf Klingohr.[14]

### Montag, 25. Mai 2020
- Polen: Małgorzata Manowska wird zur Präsidentin des Obersten Polnischen Gerichts erklärt.[15]
- Mojave/Vereinigte Staaten: Der erste Startversuch der flugzeuggestützten Trägerrakete LauncherOne schlägt fehl.[16]
- Minneapolis/Vereinigte Staaten: Bei einem Polizeieinsatz stirbt der Afroamerikaner George Floyd. Ein Video des Vorfalls sorgt weltweit für Aufsehen.

### Dienstag, 26. Mai 2020
- Washington, D.C./Vereinigte Staaten: John Ratcliffe tritt das Amt als Director of National Intelligence (Geheimdienstkoordinator) im Kabinett Trump an.

### Mittwoch, 27. Mai 2020
- Kyōto/Japan: Knapp zehn Monate nach dem Brandanschlag auf das Animationsstudio Kyōto Animation wurde der Hauptverdächtige von der Polizei verhaftet, nachdem Ärzte ihn von seinen Verletzungen als geheilt eingestuft haben.

### Freitag, 29. Mai 2020
- Norilsk/Russland: Dieselölkatastrophe bei Norilsk
- Hongkong/China: In Hongkong kommt es erneut zu Protesten wegen eines neuen geplanten Sicherheitsgesetzes.[17]
- Karlsruhe/Deutschland: Das Bundesverfassungsgericht lehnt einen Eilantrag der AfD-Fraktion im Bundestag zur Abwahl des Abgeordneten Stephan Brandner ab.[18]
- Minneapolis/Vereinigte Staaten: Nach dem Tod von George Floyd kommt es erneut zu Demonstrationen und Auseinandersetzungen mit der Polizei. Präsident Trump drohte mit der Entsendung bewaffneter Streitkräfte.[19]
- Minneapolis/Vereinigte Staaten: Im Falle des Todes von George Floyd wurde Anklage gegen den Polizisten Derek Chauvin wegen Totschlages und Mord dritten Grades („third degree murder“) erhoben.[20]
- Amsterdam/Niederlande: Am vorgezogenen ersten Handelstag der Aktie des weltweit zweitgrößten Kaffeekonzerns Jacobs Douwe Egberts Peet’s an der Börse Euronext Amsterdam wird ein Erlös von 2,3 Milliarden Euro erzielt. Es ist der bisher größte Börsengang in Europa in diesem Jahr.[21]

### Samstag, 30. Mai 2020

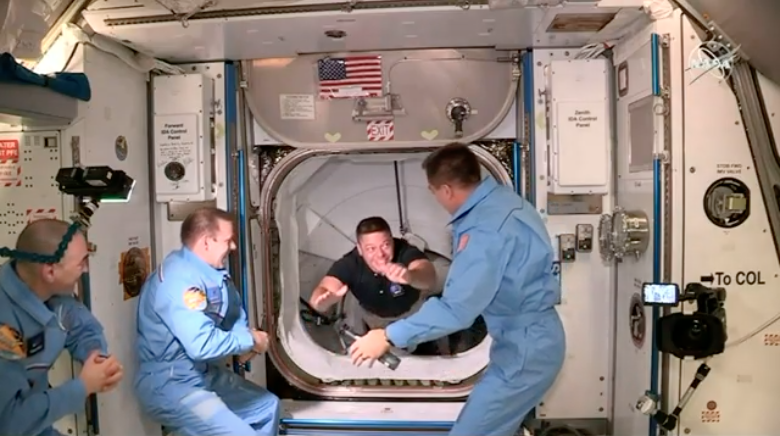
Im ISS-Verbindungsmodul Harmony nach dem Andocken am 31. Mai

- Datteln/Deutschland: Das Steinkohlekraftwerk Datteln 4 wird in Betrieb genommen.
- Kennedy Space Center/Vereinigte Staaten: Start des ersten bemannten US-amerikanischen Raumflugs seit 2011, der SpaceX Demonstration Mission 2 mit den Astronauten Douglas Hurley und Robert Behnken

### Sonntag, 31. Mai 2020
- Vereinigte Staaten: Das Kollektiv Anonymous hackt sich in die Polizeistation von Minneapolis und Chicago ein und lässt gegen die Polizei abwertende Musik und Polka spielen, sodass die Offiziere Kommunikationsprobleme haben. Außerdem haben sie Dokumente, die eine Beziehung zwischen Donald Trump und Jeffrey Epstein aufweisen, geleakt.[22][23]
- Washington D.C./Vereinigte Staaten: In der Hauptstadt wurde aufgrund anhaltender Proteste für die Nacht auf Montag eine Ausgangssperre verhängt.[24]

## Weblinks

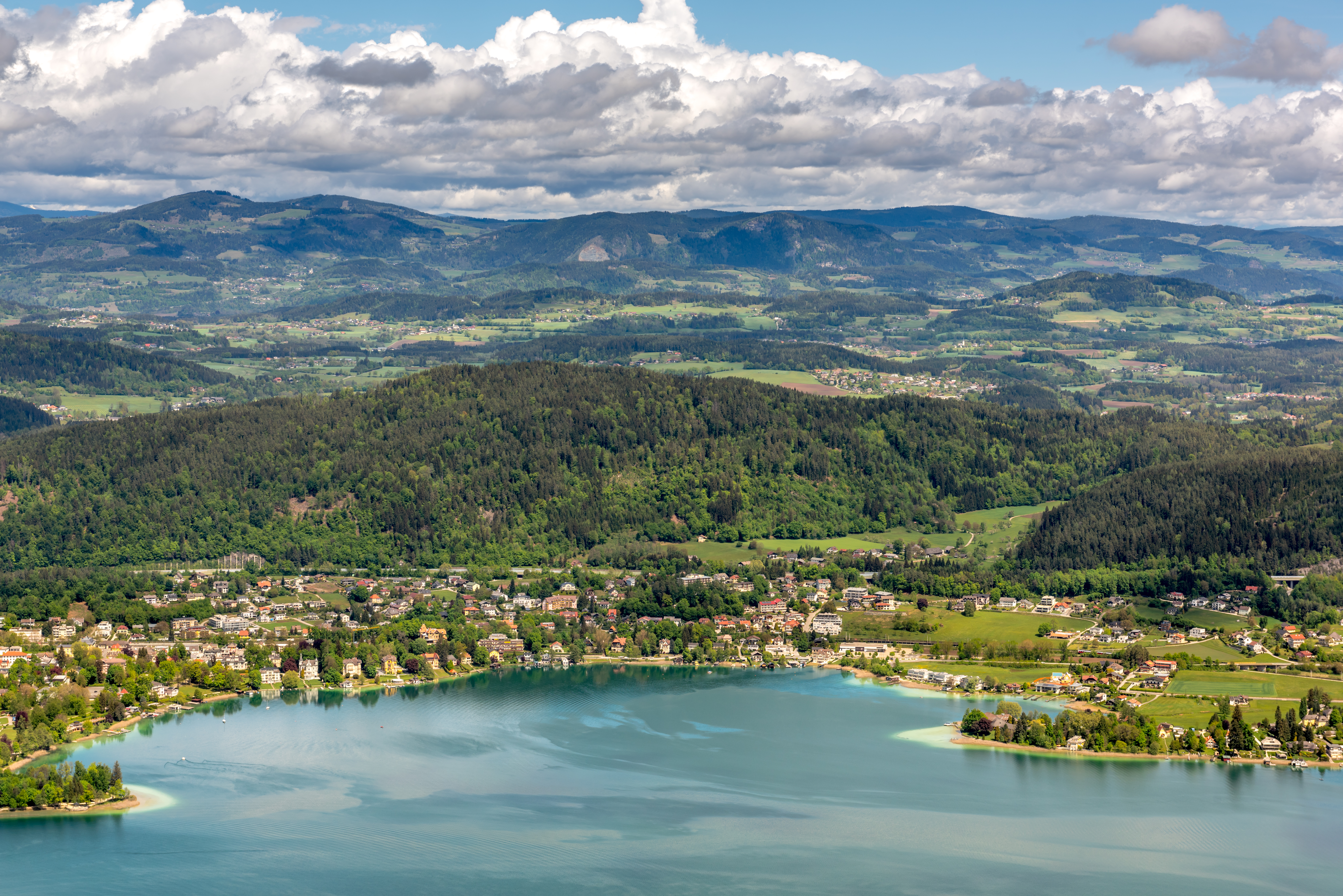
Frühjahr im Mai 2020